# Jacob Lucius, o Jovem
Jacob Lucius, o Jovem (1570-1616) (* Helmstedt, 1570 † Helmstedt, 9 de Abril de 1597) foi um livreiro e ilustrador alemão, filho de Jacobus Lucius, o Velho, com quem aprendeu a profissão. Imprimiu em 1595, a Bíblia completa poliglota de Hamburgo, em três idiomas: grego, hebraico e latim, sendo nomeado, em 12 de Janeiro de 1600 tipógrafo oficial da Universidade de Helmstedt.